# Yurupari-tapúya
Yurupari-tapúya (Jurupari-Tapuya, Ijãine, Iyemi, Jurupari-tapuia, Jurupari), jedna od lokalnih skupina Karútana Indijanaca iz brazilske države Amazonas, srodno skupinama Adáru-minanei (Ádarru-minánei), Arara-tapúya ili Arara do Amazonas, Dzawí-minanei, Yawareté-tapúya, Mapache ili Mapátse-dákenei, Wádzoli-dákenei ili Wádzoli–dakénai i Urubú-tapúya, kako ih je 1977. klasificirao Curt Nimuendajú. Yurupari-tapúya i njihovi srodnici Karútana i Baníwa do Içana pripadaju porodici Arawakan, a naseljeni su u bazenu Amazone na donjem toku rijeke Içana. 

## Vanjske poveznice
- Boletín de Lingüística[neaktivna poveznica]